# Jan van Beers (malarz)

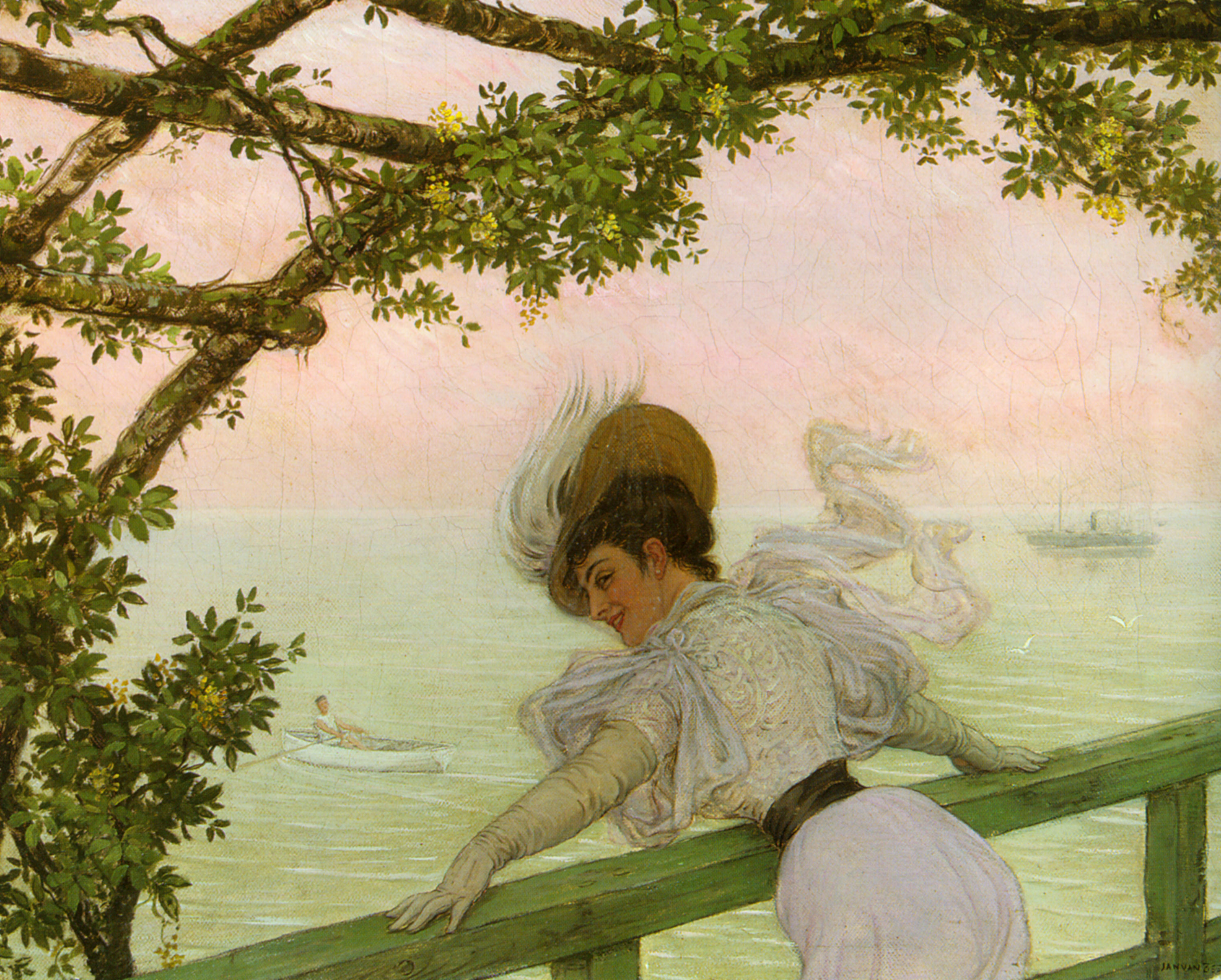
Na balkonie

Jan van Beers (ur. 27 marca 1852 w Lier, zm. 17 listopada 1927 w Fay-aux-Loges) – belgijski malarz.

## Życiorys
Urodził się jako syn poety flamandzkiego o tym samym imieniu i nazwisku, Jana van Beersa (1821-1888). 
Od wczesnej młodości wykazywał talent plastyczny. Studiował na Akademii Sztuk Pięknych w Antwerpii i szybko stał się przywódcą grupy młodych artystów, zwanych “Van Beers clique”. Krytycy sztuki wysoko cenili sprawność jego rzemiosła malarskiego, porównując go do dawnych mistrzów malarstwa niderlandzkiego.
W roku 1878 Jan van Beers zamieszkał w Paryżu i rozpoczął pracę w pracowni swojego rodaka, malarza belgijskiego Alfreda Stevensa (1823-1906). 
Wkrótce założył własną pracownię, a jego asystentem został Émile Eisman Semenowsky. Podczas Salonu Malarstwa w Brukseli w roku 1881 van Beers stał się ofiarą skandalu, wywołanego przez krytyków Solvaya i De Monsa. Zarzucili mu oni, że jego dwa obrazy wykonane z niezwykłą precyzją i szczegółowością są jakoby namalowane na podkładzie fotograficznym. Van Beers zaproponował krytykom, że zapłaci im 10 tysięcy franków za obraz Lily i 20 tysięcy franków za obraz La Sirene, gdyby ich zarzuty okazały się prawdą, i zażądał od nich tej samej sumy na cel dobroczynny, gdyby ich zarzuty nie zostały potwierdzone. 3 września 1881 nieznany sprawca zdrapał farbę z twarzy syreny, co rozstrzygnęło spór na korzyść artysty. 

## Twórczość
Malarstwo Jana van Beersa należało do nurtu naturalistycznego i cieszyło się wielkim powodzeniem wśród konserwatywnych odbiorców. Malował również plakaty reklamowe.